# Підземне сховище газу Гавіота
Підземне сховище газу Гавіота – інфраструктурний об'єкт газової промисловості в Іспанії.
З 1986 по 1994 роки поблизу північного узбережжя Іспанії (за 8 кілометрів від берегу) велась розробка газоконденсатного родовища Гавіота, яке у підсумку видало біля 10 млрд м3 газу. Враховуючи виснаження запасів та гарні харктеристики резервуару, вирішили використати його для створення підземного сховища. Зберігання газу відбувається у вапнякових відкладах, що залягають на глибині від 2100 до 2700 метрів та відносяться до верхнього кредового періоду.
Сховище ввели в дію у 1998 році, при цьому стару платформу, з якої провадилась розробка, замінили новою конструкцією, встановленою в районі з глибиною моря 106 метрів. 
Корисна ємність сховища становить 0,98 млрд м3, крім того, воно містить 0,57 млрд м3 буферного газу (та 1,13 млрд м3 газу, що не може бути вилучений в процесі роботи сховища). Добова потужність по відбору становить 5,7 млн м3, по закачуванню – 4,5 млн м3.
Сполучення з газотранспортною системою країни забезпечує газопровід Гавіота – Лемона.